# Yasukand
Yāsūkand (farsi یاسوکند) è una città dello shahrestān di Bijar, circoscrizione di Karani, nella provincia iraniana del Kurdistan. Aveva, nel 2006, 3.268 abitanti. 